# Andrea Čunderlíková
Andrea Čunderlíková (* 6. Mai 1952 in Prag) ist eine tschechische Schauspielerin.

## Leben
Čunderlíková begann ihre Laufbahn 1964 als Kinderdarstellerin in Karel Kachyňas Film Vysoká zeď. Auf Grund ihres Erfolges erhielt sie in den Folgejahren Rollen u. a. in den Filmen Káťa a krokodýl (1965), Malé letní blues (1967), Farářův konec (1968) und Zabil jsem Einsteina, pánové (1969) und die Hauptrolle in Pět holek na krku (1967).
1970 machte sie das Abitur und bewarb sich dann an der Theaterfakultät der Akademie der Musischen Künste in Prag (DAMU), wo sie jedoch wegen Mangel an Talent abgelehnt wurde. Dennoch hatte sie weiterhin Rollen in zahlreichen Filmen wie Jana Eyrová (1972), Poslední ples na rožnovské plovárně (1974), Třicet případů majora Zemana (1975), Rača, láska moja (1977) und Dnes v jednom domě (1979). Populär wurde sie in der Rolle der Schwester Ina in der Krankenhausserie Nemocnice na kraji města (Das Krankenhaus am Rande der Stadt, 1977).
In den 1980er-Jahren folgten noch einige wenige Rollen, zuletzt in der Serie Případ pro zvláštní skupinu (1989). Danach arbeitete Čunderlíková als Managerin. Erst 2003 kehrte sie mit der Wiederaufnahme der Serie Nemocnice na kraji města als Schwester Ina zum Schauspiel zurück.

## Filmografie (Auswahl)
- 1964: Nachmittags im Park (Vysoká zed)
- 1966: Katja und das Krokodil (Káta a krokodýl)
- 1966: Meisterdetektiv Dr. Martin (Volejte Martina)
- 1968: Kleiner Sommerblues (Malé letní blues)
- 1969: Ein Star (Hvezda)
- 1970: Die sechs Ausreißer (Sest uprchlíku)
- 1970: Ich habe Einstein umgebracht (Zabil jsem Einsteina, panove)
- 1971: Drei schwache Stunden (Luk královny Dorotky)
- 1972: Die Adlerfeder (Orlie pierko)
- 1973: Das Tal (Dolina)
- 1974: An die Gewehre, Rebellen (Do zbrane, kuruci!)
- 1975: Der letzte Ball auf der Schwimmschule (Poslední ples na roznovske plovarne)
- 1976: Die kleine Meerjungfrau (Malá mořská víla)
- 1977: Ratscha, meine Liebe (Racha, chemi sikvaruli)
- 1978: Das Krankenhaus am Rande der Stadt (Nemocnice na kraji mesta) (Fernsehserie)
- 1980: Die Kriminalfälle des Majors Zeman (30 prípadu majora Zemana) (Fernsehserie)
- 1980: Flucht nach Hause (Úteky domu)
- 1981: Feuerdrachen (Fernsehzweiteiler)
- 2003: Das Krankenhaus am Rande der Stadt – 20 Jahre später (Nemocnice na kraji mesta po dvaceti letech) (Fernsehserie)